# Vialonga
Vialonga è una freguesia (frazione) portoghese, che appartiene al consiglio di Vila Franca de Xira; si estende per un'area di 17,52 km² e registra una popolazione di 15 471 abitanti (2001). 
Densità: 883,0 ab./km². 
Fu promossa a cittadina il 24 settembre del 1985.
L'impresa più importante dal punto di vista economico è A Central de Cervejas (Fabbrica di birra) che produce la più popolare birra portoghese, la Sagres.